# Crna Bara (Bogatić)
Crna Bara (Servisch: Црна Бара) is een plaats in de Servische gemeente Bogatić. De plaats telt 2270 inwoners (2002).